# Randall (Kansas)
Randall és una població dels Estats Units a l'estat de Kansas. Segons el cens del 2000 tenia 90 habitants.

## Demografia
Segons el cens del 2000, Randall tenia 90 habitants, 45 habitatges, i 27 famílies. La densitat de població era de 193,1 habitants/km².
Dels 45 habitatges en un 22,2% hi vivien nens de menys de 18 anys, en un 53,3% hi vivien parelles casades, en un 6,7% dones solteres, i en un 40% no eren unitats familiars. En el 40% dels habitatges hi vivien persones soles el 26,7% de les quals corresponia a persones de 65 anys o més que vivien soles. El nombre mitjà de persones vivint en cada habitatge era de 2 i el nombre mitjà de persones que vivien en cada família era de 2,67.
Per edats la població es repartia de la següent manera: un 21,1% tenia menys de 18 anys, un 3,3% entre 18 i 24, un 17,8% entre 25 i 44, un 20% de 45 a 60 i un 37,8% 65 anys o més.
L'edat mediana era de 51 anys. Per cada 100 dones de 18 o més anys hi havia 82,1 homes.
La renda mediana per habitatge era de 26.250 $ i la renda mediana per família de 29.000 $. Els homes tenien una renda mediana de 22.500 $ mentre que les dones 26.250 $. La renda per capita de la població era d'11.313 $. Entorn del 3,3% de les famílies i el 4,1% de la població estaven per davall del llindar de pobresa.

## Poblacions més properes
El següent diagrama mostra les poblacions més properes.